# Khattiya Sawasdipol
Khattiya Sawatdiphol (tiếng Thái: ขัตติยะ สวัสดิผล; (2 tháng 6 năm 1951 – 17 tháng 5 năm 2010), biệt danh Seh Daeng (tiếng Thái: เสธ.แดง, Tư lệnh đỏ), là một cựu thiếu tướng của Quân đội Hoàng gia Thái Lan, được cho rằng đã từng cộng tác với CIA trong các hoạt động gián điệp chống Cộng sản tại Lào và Bắc Việt Nam trong chiến tranh Đông Dương. Ông là một tín đồ Hồi giáo và được xem là thủ lĩnh của lực lượng bán vũ trang của Mặt trận Dân chủ thống nhất chống độc tài trong cuộc biểu tình tại Thái Lan vào tháng 4, 5 năm 2010. Ngày 14 tháng 5 năm 2010, ông bị bắn vào đầu khi đang trả lời phỏng vấn một số phóng viên nước ngoài và tử vong 3 ngày sau đó.